# پیوتر نیکولسکی
پیوتر واسیلیویچ نیکولسکی (روسی: Пётр Васи́льевич Нико́льский؛ ۱ سپتامبر ۱۸۵۸ – ۱۷ مارس ۱۹۴۰) پزشک متخصص پوست و مو اهل روسیه بود. وی دانش‌آموختهٔ رشتهٔ پزشکی در دانشگاه ملی تاراس شفچنکو کی‌یف است و مدرک دکترای پزشکی خود را در سال ۱۸۸۴ دریافت کرد. وی سپس در کی‌یف به تحصیل در رشتهٔ پوست‌شناسی پرداخت. در سال ۱۸۹۶، او از رسالهٔ دکترای خود در زمینهٔ «پمفیگوس فولیاسئوس» دفاع کرد، که در آن یک بیماری پوستی را که به سبب ضعیف لایه‌های اپیدرمی بود، توصیف کرد. کنده شدن پوست که با انواع خاصی از این بیماری همراه است، اکنون به عنوان نشانه نیکولسکی شناخته می‌شود. در سال ۱۸۹۸، او استاد دانشگاه ورشو شد و بعدها دپارتمان پوست و بیماری‌های مقاربتی را در روستوف-نا-دونو تأسیس کرد که امروزه «دانشگاه پزشکی دولتی روستوف» نام دارد.
او مقالاتی به زبان فرانسوی و روسی در مورد بیماری‌های پوستی و درمان سیفلیس منتشر کرد.